# Alejandra Barros
Alejandra Yuriana Barros del Campo (Mexico City, Meksiko, 11. kolovoza, 1971. - ) meksička je glumica.

## Biografija
Alejandra je studirala u New Yorku na The Lee Strasberg Theater Instituteu, te je ondje naučila glumiti, a pohađala je i Brodway Dance Center. Nakon nekoliko godina provedenih u New Yorku, vratila se u Mexico City. Njena prva uloga bila je u telenoveli Huracán. 2004. proslavila se ulogom Mariane Montenegro u telenoveli Ukleta Mariana, a 2006. ulogom Alejandre Balmori Genovés u Skrivenoj istini. 

## Osobno
Alejandra ima sina Luisa Manuela, a visoka je 1,76 m.

## Filmografija

### Telenovele
- Para volver a amar kao Bárbara Mantilla (2010.)
- Hasta que el dinero nos separe kao Od.Alicia Ávila del Villar (2010.)
- Alma de Hierro kao Mariana (2008. – 2009.)
- Yo amo a Juan Querendón kao Susana (2007. – 2008.)
- Skrivena istina kao Alejandra Balmori Genovés (2006.)
- La esposa virgen kao Cecilia (2005.)
- Maćeha kao Diana (2005.)
- Ukleta Mariana kao Mariana Lugo Navarro (2003. – 2004.)
- Clase 406 kao Adriana Pineda/Angela (2002. – 2003.)
- Navidad sin fin kao Angela (2002.)
- María Bélen kao Valeria Montaño de Sanz (2001.)
- Atrévete a olvidarme kao Olga Bocker (2001.)
- Por un beso kao Thelma (2000. – 2001.)
- Locura de amor kao Beatriz Sandoval (2000.)
- Huracán kao Rocio Medina (1997.)
- Confidente de secundaria kao Laura (1996.)

### TV serije
- Mujeres asesinas kao Jessica (Jessica Suarez) (2008.)
- 13 Miedos kao Christina (2007.)

### Kino
- Matinée kao María (2009.)
- No eres tú, soy yo kao María
- Amar kao Virginia
- Seres: Genesis kao Mariel (2008.)
- Sultanes de sur kao turistkinja u avionu (2007.)
- Mejor es que Gabriela no se muera (2007.)
- El viaje de la nonna kao Kreativna Ana (2007.)
- Matando Cabos kao Líder Extraterrestre (2004.)